# Coronela
Amb el nom de Coronela es denominaven les milícies urbanes de les principals ciutats de Catalunya durant l'edat moderna com la Coronela de Barcelona, Coronela de Lleida, Coronela de Tortosa, Coronela de Tarragona o coronela de Manresa, ciutats que a l'empara de les Constitucions Catalanes gaudien d'autonomia per armar i defensar-se en cas d'agressió. Estaven formades per ciutadans militaritzats dels gremis d'Oficis. El terme coronela per definir l'organització militar dels gremis apareix el 1704.